# Cubelles, Haute-Loire
Cubelles är en kommun i departementet Haute-Loire i regionen Auvergne-Rhône-Alpes i centrala Frankrike. Kommunen ligger i kantonen Saugues som tillhör arrondissementet Brioude. År 2022 hade Cubelles 153 invånare.

## Befolkningsutveckling
Antalet invånare i kommunen Cubelles
| Referens: INSEE |